# Jan van den Kerkhof
Jan van den Kerkhof (Hoboken, 3 september 1923 - Wilrijk, 19 september 2017) was een Belgisch politicus voor de CVP. Hij was burgemeester van Edegem.

## Levensloop
Professioneel was hij werkzaam bij Cockerill Yards vanaf zijn veertiende. 
In 1964 werd hij politiek actief voor de lokale CVP op vraag van Leo Tindemans. Hij werd verkozen en aangesteld als eerste schepen. In 1968 werd hij burgemeester van Edegem in opvolging van Leo Tindemans die minister van Communautaire Betrekkingen werd, een mandaat dat hij uitoefende tot 1988. Tot 1979 combineerde hij zijn job bij Cockerill met zijn werkzaamheden als burgemeester.
Bij de lokale verkiezingen van 2012 was hij op 89-jarige leeftijd lijstduwer voor de plaatselijke CD&V-kieslijst, hij behaalde 141 voorkeurstemmen. In de aanloop naar de verkiezingen was hij te zien in het televisieprogramma Meneer de Burgemeester op Canvas en te lezen in het bijhorende boek Meneer de burgemeester: verhalen van de burgemeester als burgervader 1964-2012 van Peter Vandekerckhove en uitgegeven bij Manteau in 2012.